# Оразкопа (озеро)
Оразкопа (каз. Оразқопа) — солёное озеро в Камыстинском районе Костанайской области Казахстана. Находится у села Оразкопа между озёрами Блископа и Адайколь, примерно в 7 км к западу от Адаевки.
Площадь поверхности озера составляет 9 км². Наибольшая длина озера — 3,8 км, наибольшая ширина — 3 км. Длина береговой линии составляет 12 км.